# Dicranomyia patens
Dicranomyia patens är en tvåvingeart som beskrevs av Lundstrom 1907. Dicranomyia patens ingår i släktet Dicranomyia och familjen småharkrankar. Arten är reproducerande i Sverige. Inga underarter finns listade i Catalogue of Life.